# Bădiceni
Bădiceni è un comune della Moldavia situato nel distretto di Soroca di 3.391 abitanti al censimento del 2004

## Località
Il comune è formato dall'insieme delle seguenti località (popolazione 2004):
- Bădiceni (3.238 abitanti)
- Grigorăuca (153 abitanti)